# Fénery
Fénery is een gemeente in het Franse departement Deux-Sèvres (regio Nouvelle-Aquitaine) en telt 321 inwoners (2004). De plaats maakt deel uit van het arrondissement Parthenay.

## Geografie
De oppervlakte van Fénery bedraagt 12,6 km², de bevolkingsdichtheid is 25,5 inwoners per km².

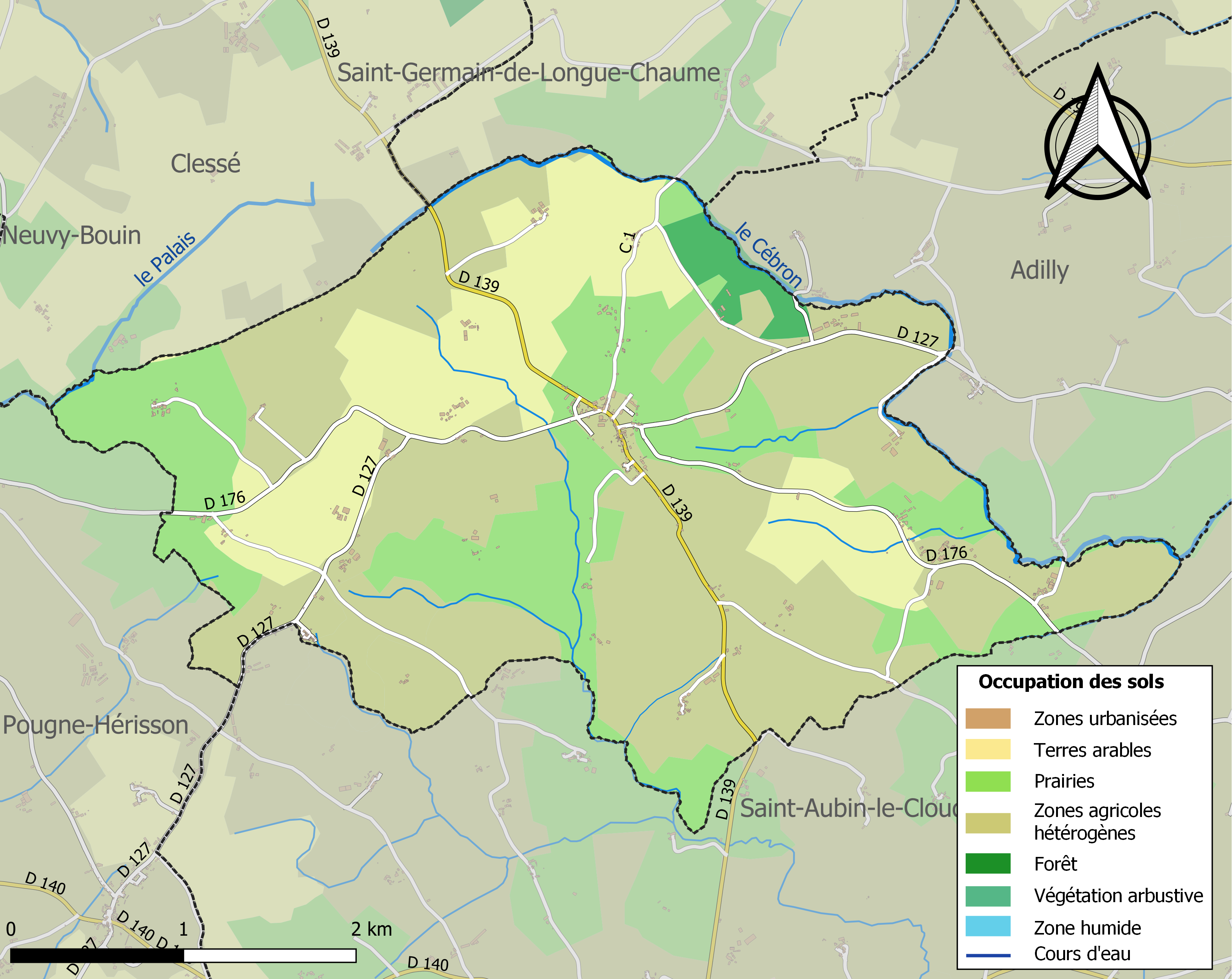
Kaart van de gemeente met de belangrijkste infrastructuur, bodemgebruik en omliggende gemeenten

. 

## Demografie
Onderstaande figuur toont het verloop van het inwonertal (bron: INSEE-tellingen).